# Pedro Eustacio Molina
Pedro Eustacio Molina (Ciudad de Perito Moreno, 8 de mayo de 1947-desconocido) fue un abogado y político argentino del Partido Justicialista, que se desempeñó como senador nacional por la provincia de Santa Cruz entre 1986 y 1995.

## Biografía
Nació en la ciudad de Perito Moreno (provincia de Santa Cruz) en 1947. Se recibió de abogado en la Universidad Nacional del Litoral (UNL) en 1974, ejerciendo como abogado. En la UNL participó en el centro de estudiantes de la Facultad de Derecho y luego fue profesor adjunto de derecho civil hasta 1976.
En política adhirió al Partido Justicialista (PJ). Entre 1973 y 1975 trabajó en la Dirección de Educación del Adulto en el Ministerio de Educación de la provincia de Santa Fe y entre 1975 y 1976 fue director de Servicios Públicos de la Municipalidad de Santa Fe. De regreso en su natal Santa Cruz, entre 1983 y 1986 fue asesor letrado de la Municipalidad de Caleta Olivia. En el ámbito partidario, fue congresal provincial y nacional del PJ desde 1983.
En las elecciones al Senado de 1986, fue elegido senador nacional por Santa Cruz, sucediendo a Ramón A. Almendra. Finalizó su mandato en 1995, siendo sucedido por Cristina Fernández de Kirchner. En la cámara alta se desempeñó como jefe del bloque de senadores del PJ. Fue presidente de la comisión de Asistencia Social y Salud Pública y fue vocal en las comisiones de Presupuesto y Hacienda; de Agricultura y Ganadería; de Pesca; de Combustibles; de Deportes; de Ecología y Desarrollo; y de Fiscalización de los Órganos y Actividades de Seguridad Interior e Inteligencia.
Fue convencional constituyente en la reforma constitucional de 1994, integrando las comisiones de Coincidencias Básicas y de Hacienda y Administración.
Integró la Comisión Especial de Estudio de Residuos Industriales Peligrosos y el Parlamento Latinoamericano, siendo además representante de Argentina en las rondas del GATT. También fue secretario de Coordinación de Vicepresidencia de la Nación (cuando el cargo era ejercido por Carlos Ruckauf) y en octubre de 1996, el presidente Carlos Menem lo designó titular de la Comisión Nacional de Apoyo al Desarrollo de la Región Patagónica.
En el ámbito partidario, fue congresal nacional del PJ.

## Obra
- Santa Cruz, petróleo y gas (1995).[8]